# 周孝王
周孝王（约前950年—前886年），姬姓，名辟方，西周第八代國王，諡號孝王，陕西眉县杨家村出土《逨盘》铭文作考王。周共王的弟弟（一作周懿王之弟），周懿王的叔父。周懿王病死後繼承王位。

## 在位年代
周孝王元年（黃曆1789年/壬子年/西曆前909年）
王命申侯伐西戎。
夏商周断代工程把孝王在位時間定為前891年至前886年，有人質疑它的準確性。傳世青銅器中可確定為周孝王時期銅器有《三年興壺甲》（《十三年興壺》有懿王器物和孝王器物二說，尚有爭議），可知周孝王在位年數至少有3年以上。《竹書紀年》則記載「九年，（周孝）王陟。」

## 事蹟
西元前九世紀初，周懿王病死，理應由太子姬燮繼位，但是太子懦弱無能，能幹的王叔姬辟方就乘機奪取了王位，是為孝王。孝王即位後，試圖復興周朝。犬丘的非子喜好馬及畜，善於眷養。犬丘人向周孝王推薦，孝王召非子負責主理馬匹於汧河及渭河之間，養的馬匹匹膘肥腿壯，一年下來，馬的匹數增加了一倍多。周孝王十分滿意，就將秦地幾十里的土地封給他，做了附庸於鄰近大諸侯的小國國君，這就是日後統一中國的秦朝的發源地。可惜，孝王卻未能完成復興便駕崩。周懿王之子燮繼位。

## 陵墓
辟方死后葬在西周孝王陵（埋葬地址不详），谥法“慈惠爱亲曰孝”，故谥号孝王。

## 参看
- 郭偉夏商周斷代工程結論夏商周年表疏証